# Sismo de Lisboa de 1761
O terremoto de 1761 em Lisboa e o tsunami do Atlântico Norte em Portugal ocorreram no Oceano Atlântico, ao sul da Península Ibérica. Este choque violento que atingiu logo após o meio-dia em 31 de março de 1761, foi sentido em muitas partes da Europa Ocidental. Seus efeitos diretos foram observados até mesmo no extremo norte da Escócia e Amsterdã, e ao sul nas Ilhas Canárias da Espanha. O evento de magnitude 8,5 de onda de superfície estimada foi o maior na região e o terremoto mais significativo na Europa desde o terremoto da Grande Lisboa de 1755.

## Dano
Os registros desse desastre são escassos, pois o governo português censurou muitas informações para evitar o pânico na cidade já em ruínas. Os danos foram significativos nas partes mais antigas da cidade e entre os edifícios danificados pelo tremor anterior.
Grande parte dos danos em Lisboa foi em casas mais antigas e em edifícios já comprometidos pelo terramoto de 1755. A cidade tremeu por pelo menos cinco minutos. Pilhas de destroços do terremoto anterior desabaram. As cadeias de montanhas próximas foram afetadas por deslizamentos de rochas. A agitação danificou uma prisão e cerca de 300 presidiários conseguiram escapar. Surpreendentemente, nenhuma vida foi perdida em Lisboa, mas os danos foram superiores a 20.000 moidores. Na escala de intensidade Modificada de Mercalli, o terremoto atingiu uma estimativa de VI (Forte) a VII (Muito forte). A maior destruição ocorreu em Setúbal e Vila Franca de Xira. No Porto, a cidade sofreu graves danos piores do que os sofridos em 1755, resultando na morte de várias pessoas. Na Madeira, desencadearam-se quedas de rochas, despencando no mar e destruindo uma igreja. Como resultado, quatro pessoas morreram, com duas sendo esmagadas durante a pesca quando pedregulhos caíram sobre elas.